# Go-Kōgon

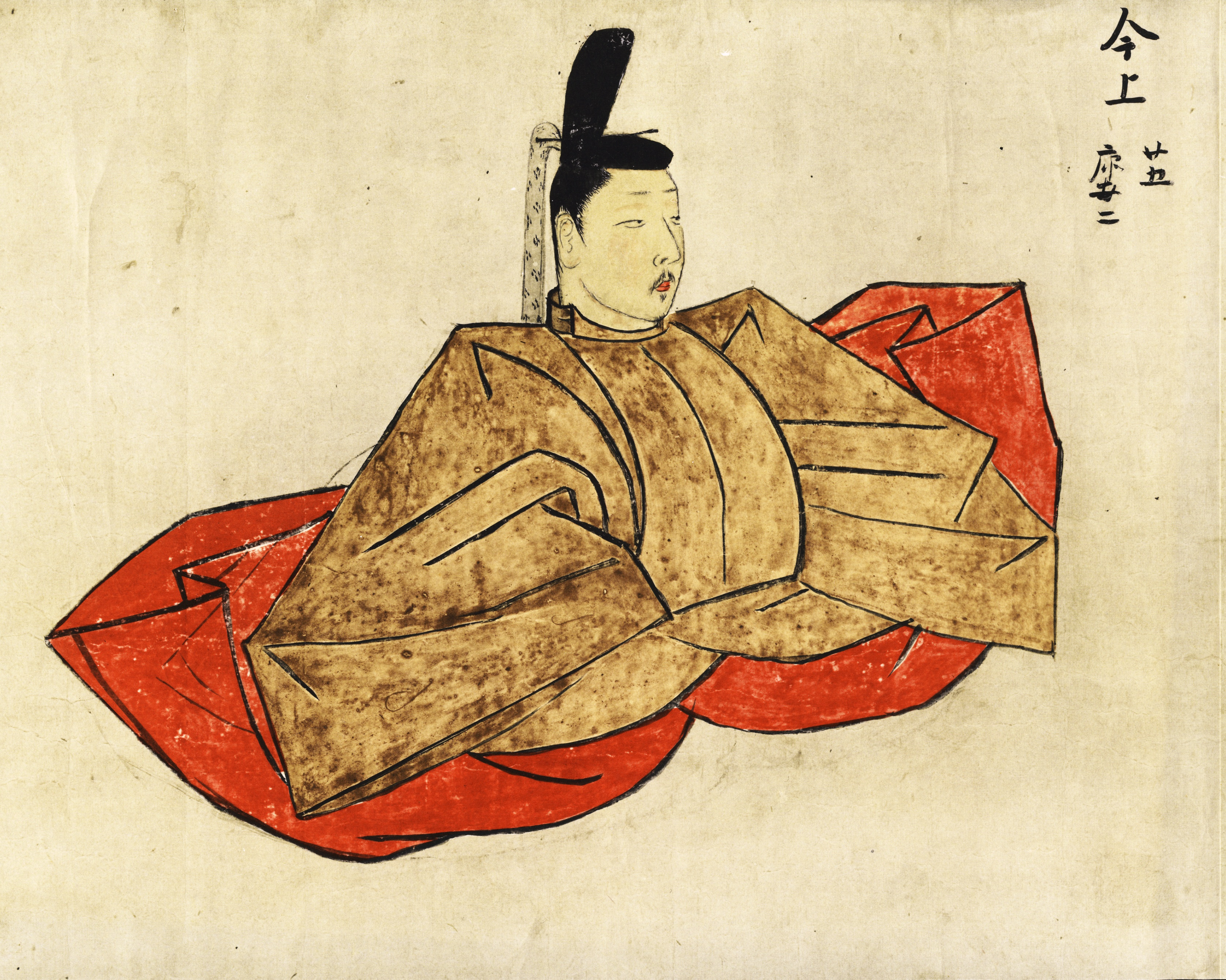
Porträt des Kaisers Go-Kōgon (aus dem Tenshi-Sekkan Miei)

Go-Kōgon (jap. 後光厳天皇, Go-Kōgon-tennō; * 14. April 1336; † 12. März 1374) war der vierte der sogenannten Ashikaga-Thronprätendenten (obwohl diese Bezeichnung hier nicht ganz exakt ist) des Nordhofes während der Zeit der Nord- und Südhöfe.  Er beanspruchte den Thron vom 25. September 1352 bis zum 9. April 1371.  Sein persönlicher Name war Iyahito (弥仁).

## Genealogie
Er war der zweite Sohn des Kōgon-tennō und Bruder seines Vorgängers, Sukō-tennō.  Seine Mutter war ?? (秀子), möglicherweise eine Tochter des Sanjō-tennō (三条公秀)
- Hofdame Nakako (仲子), Tochter von Hirohashi (Fujiwara) Kanetsuna (広橋（藤原）兼綱)
  - zweiter Sohn: Kaiserlicher Prinz Ohito (緒仁親王) (später Go-En’yū-tennō)
  - fünfter Sohn: Kaiserlicher Prinz ?? (熈永親王)
  - zwölfter Sohn: Prinz ?? (尭仁法親王) (Buddhistischer Priester)
- Gemahlin: ?? (右衛門佐局)
  - erster Sohn: Kaiserlicher Prinz Akihito? (亮仁入道親王) (Buddhistischer Laienpriester)
  - siebenter Sohn: Prinz ?? (覚増法親王) (Buddhistischer Priester)
- Gemahlin: Adoptierte Tochter von Ōgimachi ?? (正親町実継)
  - vierter Sohn: Prinz ?? (覚叡法親王) (Buddhistischer Priester)
  - achter Sohn: Prinz Dōen (道円入道親王)
- Gemahlin: Tochter von ?? (橘知繁)
  - zehnter Sohn: Prinz ?? (明承法親王) (Buddhistischer Priester)
- Gemahlin: ??
  - dritter Sohn : Prinz ?? (行助入道親王) (Buddhistischer Laienpriester)
  - fünfter Sohn : Prinz ?? (寛守法親王) (Buddhistischer Priester)
  - elfter Sohn: Prinz ?? (聖助法親王) (Buddhistischer Priester)
  - dreizehnter Sohn: Prinz ?? (寛教入道親王) (Buddhistischer Laienpriester)
  - erste Tochter : Kaiserliche Prinzessin ?? (治子内親王)
  - zweite Tochter : Kaiserliche Prinzessin ?? (見子内親王)

## Leben
1351 wurde Ashikaga Takauji kurze Zeit wieder zum Alliierten der Südlichen Dynastie, was es dem Südhof erlaubte, die Kontrolle über die Kaiserliche Erbfolge kurzzeitig zu festigen. Dieser Frieden endete jedoch im Jahre 1352. Bei dieser Gelegenheit entführte der Südhof die abgedankten (nördlichen) Tennō Kōgon und Kōmyō, den Sukō-tennō und Kronprinz Naohito, den Sohn des Kōgon-tennō, aus Kyōto nach Yoshino. Damit gab es in Kyōto keinen Tennō mehr.
Aus diesem Grunde wurde der Kaiserliche Prinz Iyahito 1352 mit Unterstützung von Ashikaga Yoshiakira Tennō.
In der durch den Streit zwischen den zwei konkurrierenden Dynastien geprägten Nanboku-cho-Zeit war die öffentliche Ordnung in Kyōto gestört. Der Südhof eroberte Kyōto wiederholt zurück. Der Go-Kōgon-tennō war wiederholt gezwungen, aus Kyōto in die Provinz Ōmi und an andere Orte zu fliehen.  Etwa zu der Zeit, als Ashikaga Yoshimitsu 1368 zum Shōgun ernannt wurde, war die Macht des Südhofes geschwächt und die Ordnung in Kyōto wiederhergestellt. Jedoch auch die Autorität des Tennō begann ihre Schwäche zu zeigen.
Am 9. April 1371 dankte er zu Gunsten seines Sohnes ab, der zum Go-En’yū-tennō gekrönt wurde.  Er selbst zog sich ins Kloster zurück und regierte de facto über seinen Sohn weiter, bis er am 12. März 1374 an Krankheit starb.

## Äras seiner Regentschaft
- Nordhof
  - Kan’ō
  - Bunna
  - Embun
  - Kōan
  - Jōji
  - Ōan
- Südhof
  - Shōhei
  - Kentoku

## Rivalen am Südhof
- Go-Murakami-tennō
- Chōkei-tennō

| Vorgänger | Amt                       | Nachfolger |
| --------- | ------------------------- | ---------- |
| Sukō      | Tennō (Nordhof) 1352–1371 | Go-En’yū   |

| Personendaten    | Personendaten                                                                            |
| ---------------- | ---------------------------------------------------------------------------------------- |
| NAME             | Go-Kōgon                                                                                 |
| ALTERNATIVNAMEN  | 後光厳天皇 (japanisch); Iyahito (persönlicher Name); 弥仁 (persönlicher Name, japanisch) |
| KURZBESCHREIBUNG | Tennō                                                                                    |
| GEBURTSDATUM     | 14. April 1336                                                                           |
| STERBEDATUM      | 12. März 1374                                                                            |